# (910) Anneliese
(910) Anneliese – planetoida z pasa głównego asteroid okrążająca Słońce w ciągu 5 lat i 1 dnia, w średniej odległości 2,92 au. Została odkryta 1 marca 1919 roku w Landessternwarte Heidelberg-Königstuhl w Heidelbergu przez Karla Reinmutha. Nazwa pochodzi od imienia przyjaciółki niemieckiego astronoma Juliusa Dicka. Przed nadaniem nazwy planetoida nosiła oznaczenie tymczasowe (910) 1919 FB.